# INFINITY RECORDS
- ストームレーベルズ > INFINITY RECORDS
- SUPER EIGHT > INFINITY RECORDS

INFINITY RECORDS（インフィニティ・レコーズ）は、SUPER EIGHTの自主レーベル。関ジャニ∞の関西デビュー10周年にあたる2014年8月25日に発足された。

## 概要
本レーベルは関ジャニ∞（後のSUPER EIGHT）が2014年8月24日で所属レコード会社だったテイチクエンタテインメントと10年間の契約を満了し、同年8月25日にジェイ・ストーム（後のストームレーベルズ）内に設立した自主レーベルである。
レーベル名の「INFINITY」は、関ジャニ∞のデビュー時に与えられた「∞（無限大）」の意味。初心を忘れずに無限大の活躍を目指して努力していく彼らの決意を表現した。 
自主レーベルでは、CD収録曲の構成からリリース時期、さらにツアーの企画立案まで、全て自分たちでトータルプロデュースしている。
ジェイ・ストームはエイベックスの現地法人を通して台湾・香港でライセンス盤を販売しているが、本レーベルの作品はエイベックスからではなくソニー・ミュージックの現地法人がライセンス盤を販売している。

## 年譜

### 2014年
- 8月25日、レーベル発足[2][3]。
- 10月15日、関ジャニ∞（後のSUPER EIGHT）が本レーベル発足後初となる作品であり、通算30枚目のシングル『言ったじゃないか/CloveR』を発売[10][11]。
- 11月5日、関ジャニ∞が本レーベル発足後初となるフル・アルバム『関ジャニズム』を発売[12]。
- 12月24日、関ジャニ∞が本レーベル発足後初となる映像作品『十祭』を発売[13]。

### 2015年
- 2月11日、渋谷すばるがシングル『記憶/ココロオドレバ』で本レーベルからソロデビュー[14]。
- 7月1日、テイチクエンタテインメント（テイチクレコード・インペリアルレコード）から発売された、関ジャニ∞のCDや映像作品の通常盤のみを全て本レーベルから再発売[注 4]。

### 2016年
- 2月10日、渋谷が本レーベル発足後初となるカバー・アルバム『歌』を発売[15]。

### 2017年
- 6月28日、関ジャニ∞がアルバム『ジャム』を発売[16]。関ジャニ∞のアルバム初週売上枚数としては、テイチクエンタテインメント時代を含め自己最高となる327,493枚を記録した[17][18]
- 11月15日、関ジャニ∞が通算40枚目のシングルであり、7人体制最後のシングル『応答セヨ』を発売[19]。

### 2018年
- 5月30日、関ジャニ∞が7人体制最後の作品である、2ndベストアルバム『GR8EST』を発売[20]。
- 9月5日、関ジャニ∞が6人体制最初の作品である、シングル『ここに』を発売[21]。
- 12月31日、渋谷がジャニーズ事務所から退所し、関ジャニ∞から脱退したことに伴い、本レーベルからも離脱した[22]。

### 2019年
- 7月12日、関ジャニ∞が2018年にリリースした『関ジャニ∞アプリ』に関ジャニ∞のデビューシングル『浪花いろは節』から40thシングル『応答セヨ』までのシングル[注 5]37枚と、1stミニアルバム『感謝＝∞』から9thアルバム『ジャム』までのアルバム11枚の通常盤の収録内容が対応することに伴い、『関ジャニ∞アプリ』に入力できるコードを封入した「十五催ハッピープライス盤」を、本レーベルから全品15%オフの価格で、2019年7月12日 - 12月27日の期間限定で再発売した[23]。
- 9月30日、錦戸亮がジャニーズ事務所から退所し、関ジャニ∞から脱退したことに伴い、本レーベルからも離脱した[24]。
- 10月30日、関ジャニ∞が6人体制最後の作品であり、5人体制最初のリリース[注 6]となる、ライブDVD/Blu-ray『十五祭』を発売[25]。
- 11月1日、関ジャニ∞が5人体制初となるライブツアー『関ジャニ∞ 47都道府県ツアー UPDATE』を開催[26][注 7]。

### 2020年
- 2019年に関ジャニ∞が発売したシングル『友よ』の累計売上枚数が32.9万枚となり、本レーベル発足後の作品としては最高売上枚数となった[28][注 8]。
- 5月5日、本レーベル初となる公式Twitterが開設された[29][30]。その後、2022年5月より、アカウント名が、アカウント開設時の「INFINITY RECORDS / インフィニティ・レコーズ」[31]から「関ジャニ∞ / INFINITY RECORDS」に変更[32]。
- 11月1日、本レーベルの親会社である『ジェイ・ストーム』の公式YouTubeチャンネルが開設され、開設当時関ジャニ∞の最新シングルだった「Re:LIVE」のミュージック・ビデオが公開された[33]。

### 2021年
- 11月17日、関ジャニ∞が5人体制後初となる通算10枚目のフルアルバム『8BEAT』を発売[34]。

### 2022年
- 7月6日、本レーベルおよび関ジャニ∞の公式TikTokアカウントを開設[35][36]。また、関ジャニ∞の配信限定アルバム『関ジャニ∞のいろは』に収録されている全23曲がTikTokでも配信開始された[36]。

### 2024年
- 1月、関ジャニ∞の過去にリリースした楽曲が各種音楽ダウンロードサービスおよびサブスクリプションサービスで本レーベルから3回に分けて順次配信された[37][注 9]。
- 2月4日、関ジャニ∞が「SUPER EIGHT」にグループ名を変更し、SUPER EIGHTとして本レーベル所属となった[1]。
- 4月29日、SUPER EIGHTが参加する合同ユニット・KAMIGATA BOYZが結成され、同年5月3日に本レーベルから『無責任でええじゃないかLOVE』をリリースし、デビューを果たした[39][40][41][42]。

### 2025年
- 6月9日、横山裕がソロプロジェクト・ROCK TO YOUの一環として、アルバム『ROCK TO YOU』で本レーベルからソロデビュー[43]。

## 所属アーティスト
- SUPER EIGHT[注 2]（2014年8月25日 - 現在）
  - 渋谷すばる（2014年8月25日 - 2018年12月31日）[22]
    - 2015年2月11日にシングル『記憶/ココロオドレバ』でソロデビュー[14]。

  - 錦戸亮（2014年8月25日 - 2019年9月30日）[24]
  - KAMIGATA BOYZ（2024年4月29日 - ）[注 10][39]
    - 2024年5月3日に配信限定シングル『無責任でええじゃないかLOVE』でデビュー[40]。

  - 横山裕（2014年8月25日 - ）
    - 2025年6月9日にアルバム『ROCK TO YOU』でソロデビュー[43]。